# بای (مجارستان)
بای (به مجاری: Baj) یک منطقهٔ مسکونی در مجارستان است که در ناحیه تاتا واقع شده‌است. بای ۲۱٫۱۳ کیلومتر مربع مساحت و ۲٬۸۷۰ نفر جمعیت دارد.